# Francisco de Andrade (cronista)
Francisco de Andrade (Lisboa, c. 1540 — 1614) fue un historiador, cronista, y poeta portugués, autor de poema épico O primeiro Cerco de Diu (El primer sitio de Diu)  (1589).
Hijo de Francisco Álvares de Andrade, hidalgo, y de Isabel de Paiva, estudió humanidades, y cultivó la poesía desde temprano. Francisco de Andrade ocupó el puesto de Guarda Mayor de la Torre do Tombo, y de Cronista Mayor del Reino, y llevó una vida tranquila, hasta su muerte, en 1614. Fue Proveedor de la Santa Casa de la Misericordia de Almada en 1579–80, 1584–85, 1586–87, 1589–90, 1592–93, 1596–97 e 1607–08. Francisco de Andrade era hermano del teólogo Diogo de Paiva de Andrade, tuvo un hijo de igual nombre que también fue Proveedor de la Santa Casa de la Misericordia de Almada.
Su epopeya, O primeiro Cerco de Diu (Coimbra, 1589), de 20 Cantos y rima en octava, es descrita como "el Poema que más se aproxima, aunque de lejos, a las Lusíadas por la pureza y lozanía del lenguaje, precisión de las oraciones, elegancia de estilo y facilidad de versificación". Según José Maria da Costa e Silva, esta epopeya es "de gran valor por las muchas bellezas de lenguaje, estilo e imaginación que en ella se contienen".

## Obras
De acuerdo con el Catálogo dos Livros publicado por la Academia Real de las Ciencias de Lisboa (Lisboa, 1799):
- Crónica do muito Alto, e muito Poderoso Rei destes Reinos de Portugal D. João III: deste nome. Lisboa, por Jorge Rodrigues. 1613. Fol.
- O primeiro Cerco, que os Turcos puseram à Fortaleza de Diu. Poema Heroico. Coímbra, 1589. 4.º
- Instituição del-Rei N. Sr. Lisboa, por Francisco Correa. 1565. 12.º [y traducción en verso del Latín, que hizo Diogo de Teive.]
- Crónica do valeroso Príncipe, e invencível Capitão Castrioto. Lisboa, por Marcos Borges. 1567. Fol. [y traducción del latín de Martinho Barlesio.]
- Filomena de S. Boaventura. Lisboa, por German Galharde. 1566. 24.º vers. [sin su nombre]